# Neodietrichia hesperia
Neodietrichia hesperia là một loài nhện trong họ Linyphiidae.
Loài này thuộc chi Neodietrichia. Neodietrichia hesperia được miêu tả năm 1933 bởi Crosby & Bishop.